# Река Валентина Миколаївна
Валенти́на Микола́ївна Ре́ка (нар. 25 травня 1937) — українська співачка (мецо-сопрано), режисер. Народна артистка України (2008).

## Біографічні відомості
Закінчила середню школу № 8 у місті Суми.
Вокальну освіту здобула у Київській консерваторії. У 1962—1993 роках — солістка Київського державного театру опери й балету (Національної опери України імені Тараса Шевченка).
Лауреат VIII Всесвітнього фестивалю молоді і студентів у Гельсінкі (1962, Золота медаль) та Міжнародного конкурсу співаків у Софії (1967, третя премія).

## Партії
- Любаша («Царева наречена» Миколи Римського-Корсакова).
- Ольга («Євгеній Онєгін» Петра Чайковського).
- Зібель («Фауст» Шарля Гуно).
- Марина Мнішек («Борис Годунов» Модеста Мусоргського).
- Кармен («Кармен» Жоржа Бізе).
- Амнеріс («Аїда» Джузеппе Верді).
- Сузукі («Мадам Батерфляй» Джакомо Пуччіні).
- Соломія («Богдан Хмельницький» Костянтина Данькевича).
- Оксана, Клеопатра («Загибель ескадри», «Мамаї» Віталія Губаренка) та ін.

Поновила постановні концепції опер «Катерина Ізмайлова» Дмитра Шостаковича (режисер Ірина Молостова), «Трубадур» Джузеппе Верді (режисер Лев Силаєв).

## Електронні джерела
- Національна опера України. Река Валентина
- Офіційний сайт ЗОШ № 8 міста Суми. Наша гордість — випускники [Архівовано 24 квітня 2007 у Wayback Machine.]